# تشارلز هندرسون (سياسي أمريكي)
تشارلز هندرسون (بالإنجليزية: Charles Henderson)‏ هو سياسي أمريكي، ولد في 26 أبريل 1860 في مقاطعة بايك في الولايات المتحدة، وتوفي في 7 يناير 1937 في تروي في الولايات المتحدة بسبب سكتة. حزبياً، نشط في الحزب الديمقراطي. وقد انتخب حاكم ألاباما ‏ (18 يناير 1915 – 20 يناير 1919).